# 八百津線
八百津線（日语：／）是連接愛知縣可兒市明智站至同縣加茂郡八百津町八百津站之間的名古屋鐵道（名鐵）鐵道路線，現時已經廢除。曾經此線被稱為八百津支線（日语：／）。在稱為八百津支線的時候，當時該線被視為廣見線支線。
此線的車費計算劃分為C（實際車費是把乘車的營業距離乘1.25倍後的相對應費用）。

## 概要
此線從廣見線分支開始，沿木曾川旁敷設路軌進入八百津町，途中途經蘇水峽與丸山水壩等觀光景點。在整條線中，於兼山町內設有一座隧道。
在2001年10月1日，八百津線全線廢除。同日廢除的名鐵線也有谷汲線全線、揖斐線黑野站至本揖斐站之間，以及竹鼻線江吉良站至大須站之間。
在1984年，於八百津線中開始試行由富士重工製造的鐵路巴士。名鐵為了營業合理化而採用了鐵路巴士。同年，八百津線廢除使用電動列車，改為使用鐵路巴士（使用柴油驅動）。隨後把架空電纜和電氣化設備撤走。在轉為鐵路巴士當初，八百津線使用KiHa10形柴油列車，1995年至廢除前使用KiHa30形柴油列車。在八百津線廢除後，KiHa30形曾經行走三河線的非電氣化區間。但是，當該區間也廢除後，由於名鐵再沒有非電氣化路線，因此車輛被輸出至緬甸。後來在2006年，於新可兒站內的鐵路巴士專用檢車場（新可兒檢車場）也被撤走。

## 路線資料
※如沒有特別指明，資料截至路線廢除前一刻
- 路線距離（營業距離）：7.3公里[6][7]
- 軌距：1067毫米[7][6]
- 車站數目：5座（包括起終點站） [7]
- 雙線區間：沒有（全程單線）[6]
- 電氣化區間：全線（直流1500V，1984年9月前[8]）→全線非電氣化（1984年9月至廢除前[5]）
- 閉塞方式：單票閉塞式[9]

## 運行形態
截至廢除前，所有列車都是使用鐵路巴士行走。絕大部分班次只於八百津線內折返，但是由於列車的加油站是在廣見線新可兒站內的新可兒檢車場，因此在日間的1個往返班次，列車會直通至新可兒站（當中列車會在明智站進行列車交會，在該站可轉乘於明智站折返往御嵩的班次。直通至廣見線的八百津線列車會通過廣見線的學校前站）。所有班次都是普通列車和一人控制。明智至八百津之間的班次每30分鐘一班，每小時2個往返班次。在上午11至中午12時時段為每60分鐘一班，每小時1個往返班次。但是在廢除前一段日子，加開了臨時列車數個往返班次。截至廢除前一刻，所有班次均各站停車。電氣化時代，設有通過兼山口站與中野站的普通列車班次。
由於八百津線是單線。截至廢除前一刻，兼山站所有車站均已經沒有或停用列車交會設備。在線內不可進行列車交會。
在1984年前電氣化時代，曾經設有直通列車班次前往犬山線。在電氣化時代，曾經設有使用全景車行走，前往名古屋方向的直通特急「蘇水湖號」。在八百津線廢除前，曾經開設復活班次「蘇水湖號」，行走於常滑至八百津之間。當水，常滑至新可兒之間使用全景車（列車類別為急行，從犬山起為普通，以6卡固定編成），新可兒至明智（實際上是前往御嵩）之間使用3400系，明智至八百津之間使用KiHa30形鐵路巴士行走。

## 歷史
- 1930年（昭和5年）4月30日 - 東美鐵道（日语：東美鉄道）伏見口（現時：明智）至兼山之間開通[10][6]。在開業當初的供電規格為直流電600伏特。
- 1930年（昭和5年）10月1日 - 兼山至八百津之間開通[10][6]
- 1943年（昭和18年）3月1日 - 名古屋鐵道與東美鐵道合併。新廣見（現時：新可兒）至御嵩（現時：御嵩口）之間，以及伏見口至八百津之間被稱為東美線[10]
- 1943年（昭和18年）
  - 隨著兼山水壩（日语：兼山ダム）完成，日本發送電專用線被廢除[11]。
  - 8月10日 - 上述提及的路線廢除獲得許可（可兒郡錦津村地內八百津至錦織之間）[12]
- 1944年（昭和19年） - 伏見口至兼山口之間的東伏見站，兼山口至兼山之間的城門站，中野至八百津之間的伊岐津志站暫停營業[7]
- 1948年（昭和23年）5月16日 - 東美線新廣見至御嵩（現時：御嵩口）之間編入為廣見線。伏見口至八百津之間改名為八百津線（八百津支線）[10]
- 1952年（昭和27年）3月 - 建設丸山水壩（日语：丸山ダム）的工程鐵路線丸山水力專用鐵道（日语：丸山水力専用鉄道）八百津至錦織之間開通[13]
- 1953年（昭和28年）7月 - 丸山水力專用鐵道 錦織至丸山發電所之間開通[13]
- 1954年（昭和29年）6月1日 - 丸山水力專用鐵道 八百津至丸山發電所之間被廢除[13]
- 1963年（昭和38年）8月21日 - 為了修補城山隧道，直至9月15日前暫停營業[14]。
- 1965年（昭和40年）3月21日 - 架空電纜電壓由600伏特升至1500伏特[8]
- 1969年（昭和44年）4月5日 - 暫停營業中的東伏見站、城門站和伊岐津志站被廢除[7]
- 1982年（昭和57年）4月1日 - 伏見口站改名為明智站[7]
- 1984年（昭和59年）9月23日 - 廢除電氣化服務，開始使用鐵路巴士（柴油列車）行走[5]。開始撤走電氣化設備
- 1985年（昭和60年）3月14日 - 電氣化設備撤走工程完成，開始一人運輸[3]
- 2001年（平成13年）10月1日 - 明智至八百津之間的八百津線全線廢除[3]。翌日起開始由東濃鐵道經營的替代巴士（YAO巴士（日语：YAOバス））。

## 車站列表
- 以下車站列表取自廢除前一刻（參考今尾 (2008)）
- 所有車站位於岐阜縣內。
- 在廢除前一刻，所有班次都是普通列車。所有普通列車各站停車。

| 中文站名 | 日文站名 | 英文站名      | 站間營業距離 | 累計營業距離 | 接續路線           | 所在地                        |
| -------- | -------- | ------------- | ------------ | ------------ | ------------------ | ----------------------------- |
| 明智     | 明智     | Akechi        | -            | 0.0          | 名古屋鐵道：廣見線 | 可兒市                        |
| 兼山口   | 兼山口   | Kaneyamaguchi | 2.3          | 2.3          |                    | 可兒郡兼山町 （現時：可兒市） |
| 兼山     | 兼山     | Kaneyama      | 1.3          | 3.6          |                    | 可兒郡兼山町 （現時：可兒市） |
| 中野     | 中野     | Nakano        | 1.8          | 5.4          |                    | 加茂郡八百津町                |
| 八百津   | 八百津   | Yaotsu        | 1.9          | 7.3          |                    | 加茂郡八百津町                |

### 全線廢除前已經成為廢站的車站
以下車站在1944年（昭和19年）已經暫停營業。在1969年（昭和44年）4月5日正式廢除。車站名稱取自1969年4月5日當時的名稱。當時的伏見口站現時名為明智站。
- 東伏見站 - 距離伏見口站起點0.8公里，位於伏見口站至兼山口站之間。
- 城門站 - 距離伏見口站起點3.0公里，位於兼山口站至兼山站之間。
- 伊岐津志站 - 距離伏見口站起點6.2公里，位於中野站至八百津站之間。

## 其他
在八百津站後方，曾經設有為了建設丸山水壩而存在的專用鐵道（丸山水力專用鐵道）。

## 注腳
1. ↑  名古屋鐵道 (编). . 1961: 696. ASIN B000JAMKU4 （日语）.
2. ↑  名古屋鉄道 (编). . 1961: 697. ASIN B000JAMKU4 （日语）.
3. 1 2 3 4  德田耕一《名鉄の廃線を歩く》JTB出版，2001年，p.34
4. ↑  德田耕一《名鉄の廃線を歩く》JTB出版，2001年，pp.170-171
5. 1 2 3 4 5  德田耕一《名鉄の廃線を歩く》JTB出版，2001年，p.33
6. 1 2 3 4 5  運輸省鉄道局監修《鉄道要覧》平成9年度版，電氣車研究會、鐵道圖書刊行會，p.124
7. 1 2 3 4 5 6 7  今尾惠介監修《日本鐵道旅行地圖帳》7號 東海、新潮社、2008年、p.50
8. 1 2  德田耕一《名鉄の廃線を歩く》JTB出版，2001年，p.31
9. ↑  德田耕一《名鉄の廃線を歩く》JTB出版，2001年，p.32
10. 1 2 3 4  德田耕一《名鉄の廃線を歩く》JTB出版，2001年，p.30
11. ↑  清水武; 田中義人; 澤内一晃. . フォト・パブリッシング. 2021: 268. ISBN 978-4802132701 （日语）.
12. ↑  「鉄道起業廃止」《官報》1943年8月16日（國立國會圖書館數碼化收藏）
13. 1 2 3  德田耕一《名鉄の廃線を歩く》JTB出版，2001年，p.37
14. ↑  名古屋鉄道広報宣伝部（編）. . 名古屋鉄道. 1994: 1012 （日语）.
15. ↑  德田耕一《名鉄の廃線を歩く》JTB出版，2001年，p.170

## 外部連結
- 八百津線路線地圖 （页面存档备份，存于）（日語）